# Comuna de Babimost
Babimost (polaco: Gmina Babimost) é uma gminy (comuna) na Polónia, na voivodia da Lubúsquia e no condado de Zielonogórski. A sede do condado é a cidade de Babimost.
De acordo com os censos de 2004, a comuna tem 6506 habitantes, com uma densidade 70,1 hab/km².

## Área
Estende-se por uma área de 92,75 km², incluindo:
- área agricola: 49%
- área florestal: 35%

## Demografia
Dados de 30 de Junho 2004:
|                      | Total   | Total | Mulheres | Mulheres | Homens  | Homens |
| -------------------- | ------- | ----- | -------- | -------- | ------- | ------ |
|                      | pessoas | %     | pessoas  | %        | pessoas | %      |
| População            | 6383    | 100   | 3275     | 50,3     | 3231    | 49,7   |
| Densidade (pop./km²) | 70,1    | 100   | 35,3     | 35,3     | 34,8    | 34,8   |

De acordo com dados de 2002, o rendimento médio per capita ascendia a 1331,86 zł.

## Comunas vizinhas
- Kargowa, Siedlec, Sulechów, Szczaniec, Zbąszynek, Zbąszyń